# بين تشيو
بين تشيو (بالإنجليزية: Ben Chiu)‏ هو لاعب تنس الطاولة وشخصية أعمال ومبرمج أمريكي، ولد في 27 ديسمبر 1970.